# Troma Entertainment
Troma Entertainment — одна из самых долгоживущих американских компаний в области независимого жанрового кино. С момента создания в 1974 году Ллойдом Кауфманом и Майклом Херцем она непрерывно выдаёт множество низкобюджетных независимых кинолент. Ряд фильмов этой студии получили культовый статус. Слоган Troma: «Фильмы будущего».

## Описание
Для фильмов Troma характерно частое использование шокирующего материала, включая неприкрытую сексуальность, насилие, жестокость, кровавые сцены и «обнажёнку». Эти особенности настолько характерны для студии, что термин «трома-фильм» (Troma film) стал нарицательным для подобных работ.
За время своего существования студия cумела привлечь несколько начинающих талантов в свои фильмы. В фильмах Troma Entertainment снимались такие ставшие впоследствии известными актёры, как Билли Боб Торнтон («Байкерши в городе зомби» (1989)), Ванна Уайт («День окончания школы» (1981)), Кевин Костнер («Дикий пляж» (1981)), Джей Джей Абрамс («Ночной зверь» (1982)), Сэмюэл Джексон («Искушение» (1990)), Мариса Томей («Токсичный мститель» (1985)), Майкл Джей Уайт («Токсичный мститель 2» (1989)), Винсент Д’Онофрио («Первые сексуальные опыты» (1983)), Дэвид Борианаз («Парочка зловещих сюжетов» (1996)), Джеймс Ганн («Тромео и Джульетта» (1996)), Трей Паркер и Мэтт Стоун («Каннибал! Мюзикл» (1996)), Кармен Электра («Ворона» (1998)).

## Фильмы

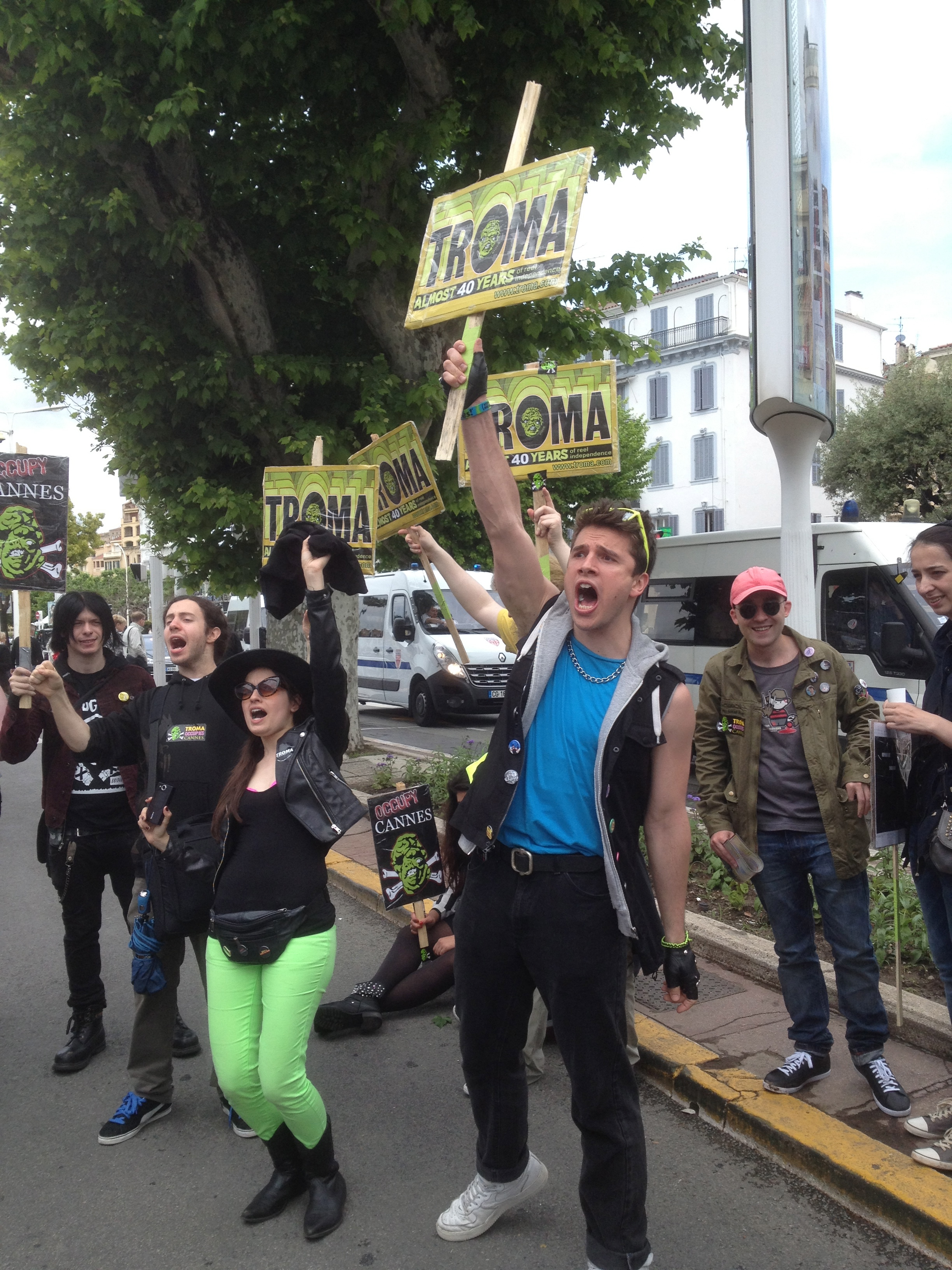
Протестующие на Каннском кинофестивале 2013 требуют награду для компании Troma

Ниже представлен список некоторых фильмов к созданию или дистрибуции которых причастна компания Troma.
- «Свадебная вечеринка» (1969)
- «Сад мертвецов» (1972)
- «Оргия живых мертвецов» (1973)
- «Бешеный пёс Морган» (1976)
- «Кровососущие уроды» (1976)
- «Сосите кегли» (1979)
- «День матери» (1980)
- «Дети» (1980)
- «По ту сторону зла» (1980)
- «День окончания школы» (1981)
- «Первые сексуальные опыты» (1983)
- «Воины-2072» (1983)
- «Резня на острове зомби» (1984)
- «Токсичный мститель» (1984)
  - «Токсичный мститель 2» (1989)
  - «Токсичный мститель 3: Последнее искушение Токси» (1989)
  - «Гражданин Токси: Токсичный мститель 4» (2000)
- «История наркомана» (1985)
- «Атомная школа» (1986)
  - «Атомная школа 2» (1991)
  - «Атомная школа 3» (1994)
  - «Атомная школа: Возвращение. Часть 1» (2013)
  - «Атомная школа: Возвращение. Часть 2» (2017)
- «Чудовище в шкафу» (1986)
- «Нацисты-сёрфингисты должны умереть» (1987)
- «Бешеные тётушки» (1988)
- «Война Тромы» (1988)
- «Когти зла» (1988)
- «Байкерши в городе зомби» (1989)
- «Дикарка-нимфоманка в аду у динозавров» (1990)
- «Сержант Кабукимен из нью-йоркской полиции» (1990)
- «У блондинок пушки круче» (1995)
- «Каннибал! Мюзикл» (1996)
- «Тромео и Джульетта» (1996)
- «Покинувшие лагерь» (1998)
- «Беспредельный террор» (1999)
- «Байки с помойки» (2004)
- «Атака куриных зомби» (2006)
- «Hectic Knife» (2016)
- «Прорыв мутантов» (2018)

## Интересные факты
C апреля 2012 года у компании существует свой канал на YouTube, на котором выложены часть фильмов студии в бесплатном доступе.